# Aiphanes weberbaueri
Aiphanes weberbaueri är en enhjärtbladig växtart som beskrevs av Karl Ewald Maximilian Burret. Aiphanes weberbaueri ingår i släktet Aiphanes och familjen Arecaceae. Inga underarter finns listade i Catalogue of Life.